# كونكور شاهينكايا
كونكور شاهينكايا (بالتركية: Güngör Şahinkaya)‏ هو لاعب كرة قدم تركي في مركز الوسط، ولد في 1 أغسطس 1954 في طرابزون في تركيا. شارك مع منتخب تركيا لكرة القدم. أما مع النوادي، فقد لعب مع طرابزون سبور.

## وصلات خارجية
- كونكور شاهينكايا على موقع اتحاد تركيا (لاعب) (الإنجليزية)
- كونكور شاهينكايا على موقع عالم كرة القدم.نت (الإنجليزية)